# ジョゼッペ・ジェンコ・ルッソ

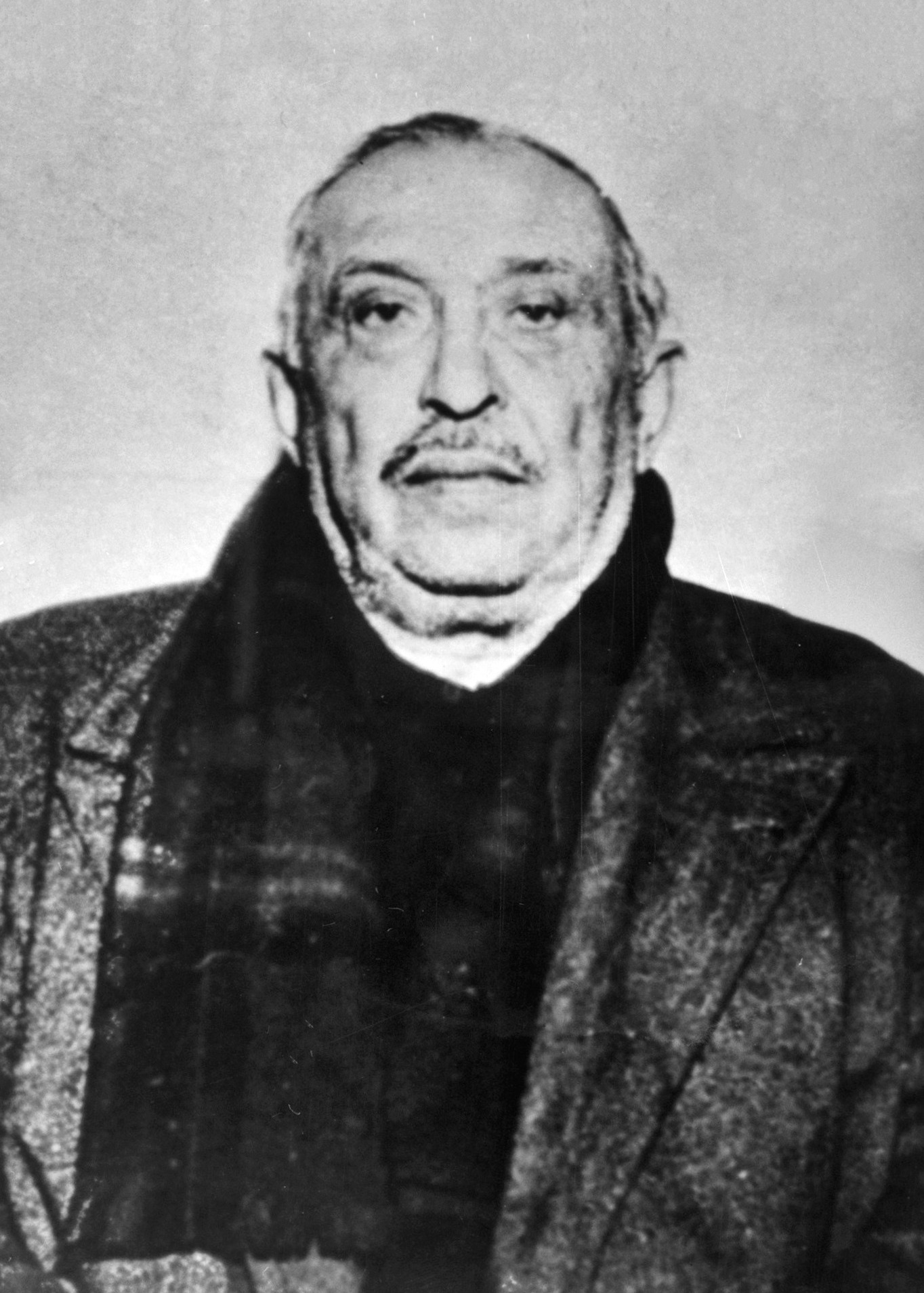
ジョゼッペ・ジェンコ・ルッソ

ジョゼッペ・ジェンコ・ルッソ（Giuseppe Genco Russo, 1893年1月26日 - 1976年3月18日）はシチリア・マフィアの大物だった人物。
殺人、恐喝、窃盗などで16回も起訴されたが、15回無罪になった。唯一有罪判決を受けたのはファシスト政権時代に家畜の予防接種義務を怠ったときだけ。

## プロフィール
1893年1月、カルタニッセッタ県のムッソメーリに生まれる。家は貧しく極貧の生活を送った。若い頃は日雇い農業労働者か羊飼いとして働いた。
第一次世界大戦後に、家畜窃盗団に入る。
1928年4月に5件の殺人容疑、1929年12月は4件の殺人容疑、1930年1月は2件の殺人容疑と3件の殺人未遂容疑、1932年11月は3件の殺人容疑がかかったが、いずれも証拠不十分で無罪放免になっている。
1933年、カロジェロ・ヴィッツィーニに次男の名付け親になってもらい、このときに彼との間に強い絆が結ばれた。
第二次世界大戦中は連合国軍のシチリア上陸作戦に大きく貢献し、その後、小麦粉やオリーブオイルの闇取引で莫大な収益を上げた。大戦後にムッソメーリ村の村長になる。この頃彼は地元では知れたマフィアだったが、家の中でラバと一緒に暮らしていた。当時のシチリアは大物マフィアですらこのレベルの生活をしていた。
カロジェロ・ヴィッツィーニの死後、彼の後を継ぎ、一時的だが旧マフィアと新興マフィアの架け橋的な役割をした。1950年代にはゴッド・ファーザー的な大物マフィオーソになっていた。
1957年10月、パレルモのホテルで、ジョゼフ・ボナンノ、ラッキー・ルチアーノらが参加したシチリア・マフィアとアメリカン・マフィアの会議があり、ルッソも出席している。このときの会議の主要テーマは麻薬取引とシチリアでの委員会設立であった。
1958年にコルレオーネ村でルチアーノ・リッジョがミケーレ・ナヴァーラを暗殺するが、この時ルッソがリッジョの後ろ盾となっていた。
ルッソの自宅は南パレルモから50キロ離れたアグリジェントという街にあった。14万7千ヘクタールの土地を所有し、ほとんどはブドウ畑だった。
1963年にはルッソのもとにハリウッドスターのフランク・シナトラが訪れている。
1964年2月、政府にマフィアのボスと推定され、北イタリアのロヴェーレ村のホテルに強制勾留された。5年後に故郷ムッスメーリに戻ったとき、往年の名誉あるマフィアの面影はなかったという。